# 平成ペイン
『平成ペイン』（へいせい ぺいん）は、日本のロックバンド・go!go!vanillasが2017年5月17日にGetting Betterから発売した、4枚目のシングルである。

## 概要
前作から約4ヶ月ぶりのシングル。
通常盤と8200枚限定の完全限定生産盤の2形態でリリースされた。完全限定生産盤付属DVDには、一発撮りのアコースティックセッションの模様が収録された。
2017年3月17日に今作のリリースが発表された。
3月30日にはC/W曲の詳細とジャケットアートワークが解禁された。また同日、表題曲「平成ペイン」がドラマ『&美少女 NEXT GIRL meets Tokyo』の主題歌に決定したことが発表された。バンドとして初めてのドラマ主題歌となる。
4月17日に表題曲「平成ペイン」がラジオ初フルオンエアされた。 
4月29日に表題曲「平成ペイン」のミュージック・ビデオが公開された。
バンド名にもある「go!go!（55）」にちなんで、5月5日午前5時55分に収録曲「Ready Steady go!go!」の55秒限定ミュージックビデオが公開された。このMVは後にリスナーから募集した動画を用いてフルバージョンも製作され、LINE LIVEなどで限定的に公開された後、7月20日にGYAO!にて公開された。

## 批評
CDジャーナルは、表題曲「平成ペイン」を「彼ららしいオールディーズなロックンロールで、カントリーやハワイアン風味を隠し味に、ポップ＆メロディアスな個性を押し出す快作。」と評した。

## 収録内容

### CD
| 全編曲: go!go!vanillas。 |                         |                                                    |       |
| #                        | タイトル                | 作詞・作曲                                         | 時間  |
| 1.                       | 「平成ペイン」          | 牧達弥                                             | 03:58 |
| 2.                       | 「Ready Steady go!go!」 | ジェットセイヤ                                     | 02:21 |
| 3.                       | 「カントリー・ロード」  | ジョン・デンバー ビル・ダノフ タフィー・ナイバート | 03:53 |
| 合計時間:                | 合計時間:               | 合計時間:                                          | 10:12 |

### 8200枚完全限定生産盤付属DVD
| #         | タイトル           | 作詞  | 作曲・編曲 | 時間  |
| --------- | ------------------ | ----- | ---------- | ----- |
| 1.        | 「ギフト」         |       |            | 03:54 |
| 2.        | 「12:25」          |       |            | 04:50 |
| 3.        | 「オリエント」     |       |            | 04:12 |
| 4.        | 「バイリンガール」 |       |            | 05:50 |
| 5.        | 「なつのうた」     |       |            | 05:15 |
| 6.        | 「ツインズ」       |       |            | 04:23 |
| 合計時間: | 合計時間:          | 28:24 |            |       |

## 楽曲解説

### CD
1. 平成ペイン
  - 今作の表題曲。
  - 「ヒンキーディンキーパーティークルー」「おはようカルチャー」と合わせて三部作となることを意識して製作された楽曲[19]。
2. Ready Steady go!go!
  - ジェットセイヤ作詞・作曲・ボーカル曲。
  - go!go!vanillasが毎年5月5日に開催している自主企画『READY STEADY go!go!』と同タイトルの楽曲で、そのライブで行われるコール&レスポンスを基に作った楽曲[19]。
  - 原曲は2015年には存在していた[20]。
3. カントリー・ロード
  - ジョン・デンバーの楽曲の日本語版カバー。

## 収録映像解説

### 8200枚完全限定生産盤付属DVD
「go!go!vanillas 1st Acoustic Session」
後述の通り、2017年2月に行われた「go!go!vanillas アコースティック・リクエスト投票」の結果に基づいて披露する楽曲が決定された。
1. ギフト
2. 12:25
3. オリエント
4. バイリンガール
5. なつのうた
6. ツインズ

## 参加ミュージシャン
go!go!vanillas
- 牧達弥（ボーカル・ギター）
- 柳沢進太郎（ギター・ボーカル）
- 長谷川プリティ敬祐（ベース）
- ジェットセイヤ（ドラムス）

## go!go!vanillas アコースティック・リクエスト投票
今作の8200枚完全限定生産盤付属DVD収録の「go!go!vanillas 1st Acoustic Session」にて披露された楽曲は、2017年2月10日から2月26日までに開催されていた「go!go!vanillas アコースティック・リクエスト投票」の結果に基づいて決定された。アンケート結果は以下の通り。
投票結果
| 最終順位 | 曲名                                    | 中間順位 |
| -------- | --------------------------------------- | -------- |
| 1        | オリエント                              | 1        |
| 2        | 12:25                                   | 3        |
| 3        | ツインズ                                | 4        |
| 4        | バイリンガール                          | 2        |
| 5        | ギフト                                  | 6        |
| 6        | なつのうた                              | 9        |
| 7        | 春眠                                    | 18       |
| 8        | ルーシア                                | 12       |
| 9        | 人間讃歌                                | 5        |
| 10       | エマ                                    | 7        |
| 11       | マジック                                | 8        |
| 12       | おはようカルチャー                      | 11       |
| 13       | モールスクライスト                      | 21       |
| 14       | メリーメリーメリー                      | 14       |
| 15       | スーパーワーカー                        | 10       |
| 16       | トワイライト                            | 13       |
| 17       | チルタイム                              | 15       |
| 18       | アクロス ザ ユニバーシティ              | 16       |
| 19       | サマータイムブルー                      | 17       |
| 20       | ラバーズ                                | 19       |
| 21       | ヒンキーディンキーパーティークルー      | 22       |
| 22       | カウンターアクション                    | 20       |
| 23       | ライクアマウンテン                      | 26       |
| 24       | ミスタースウィンドル                    | 30       |
| 25       | セレモニー                              | 25       |
| 26       | デッドマンズチェイス (Kameleon version) | 23       |
| 27       | 非実在少女                              | 28       |
| 28       | デッドマンズチェイス                    | 23       |
| 29       | ハイテンション                          | 27       |
| 30       | ティーンネイジャーズノイズ              | 29       |

## タイアップ
| 使用年 | 曲名       | タイアップ                                                           |
| ------ | ---------- | -------------------------------------------------------------------- |
| 2017年 | 平成ペイン | フジテレビFODオリジナルドラマ『&美少女 NEXT GIRL meets Tokyo』主題歌 |
| 2019年 | 平成ペイン | 写真展「平成が終わルンですFinal」公式テーマソング                    |

## ライブ映像作品
平成ペイン
- SUMMER BREEZE / スタンドバイミー（完全限定生産盤）
- THE WORLD（完全限定生産盤）
- 1st LIVE FILM -AMAZING BUDOKAN 2020-
- 青いの。（完全限定生産盤）
- LIVE FILM -My Favorite Things-
- LIVE FILM「東京 Lab. ストーリー」2024.11.10 両国国技館
- SCARY MONSTERS EP

Ready Steady go!go!
- 青いの。（完全限定生産盤）